# Asconoïde
Vous pouvez aider à l'améliorer ou bien discuter des problèmes sur sa page de discussion.
- Il ne cite pas suffisamment ses sources. Vous pouvez indiquer les passages à sourcer avec {{référence nécessaire}} ou {{Référence souhaitée}}, et inclure les références utiles en les liant aux notes de bas de page. (Marqué depuis mai 2025)
- Il n’est pas rédigé dans un style encyclopédique. (Marqué depuis mai 2025)

- Archive Wikiwix
- Bing
- Cairn
- DuckDuckGo
- E. Universalis
- Gallica
- Google
- G. Books
- G. News
- G. Scholar
- Persée
- Qwant
- (zh) Baidu
- (ru) Yandex
- (wd) trouver des œuvres sur Wikidata

Structure comparée des types : asconoïde (A), syconoïde (B), leuconoïde (C).
1. spongocèle ou atrium 2. oscule 3. tube vibratile ou tube radiaire 4. corbeille vibratile 5. pore inhalant ou ostiole 6. canal inhalant.
Les choanocytes sont figurés en rouge

Structure histologique d'un Porifera de type asconoïde, vue en coupe.

L’asconoïde est l'une des trois formes corporelles possible chez les éponges. L'expression « éponges de type Ascon » (en référence au genre biologique « modèle » Ascon) est aussi utilisée, mais il ne s'agit que d'un critère anatomique ne correspondant pas à une réalité taxinomique. Le plan asconoïde est caractérisé par des animaux sans forme corporelle définie. Une seule couche de choanocytes tapisse le spongocèle, dans lequel l'eau pénètre directement par les pores inhalants des porocytes. Ce type de plan ne se retrouve que chez les petites éponges, car il est peu efficace : la surface disponible couverte de choanocytes ne peut en effet satisfaire les besoins métaboliques (nutrition, échanges gazeux et excrétion) d'un grand volume de cellules.